# Монтемурло
Монтемурло (итал. Montemurlo) је насеље у Италији у округу Прато, региону Тоскана.
Према процени из 2011. у насељу је живело 17502 становника. Насеље се налази на надморској висини од 78 м.

## Становништво
Према резултатима пописа становништва 2011. у општини је живело 17.908 становника.
| 1931. | 1936. | 1951. | 1961. | 1971. | 1981.  | 1991.  | 2001.  | 2011.  |
| ----- | ----- | ----- | ----- | ----- | ------ | ------ | ------ | ------ |
| 3.370 | 3.358 | 3.405 | 4.403 | 9.698 | 15.632 | 17.164 | 17.502 | 17.908 |

## Партнерски градови
- Bir Lehlou